# 폴 모카페트리스

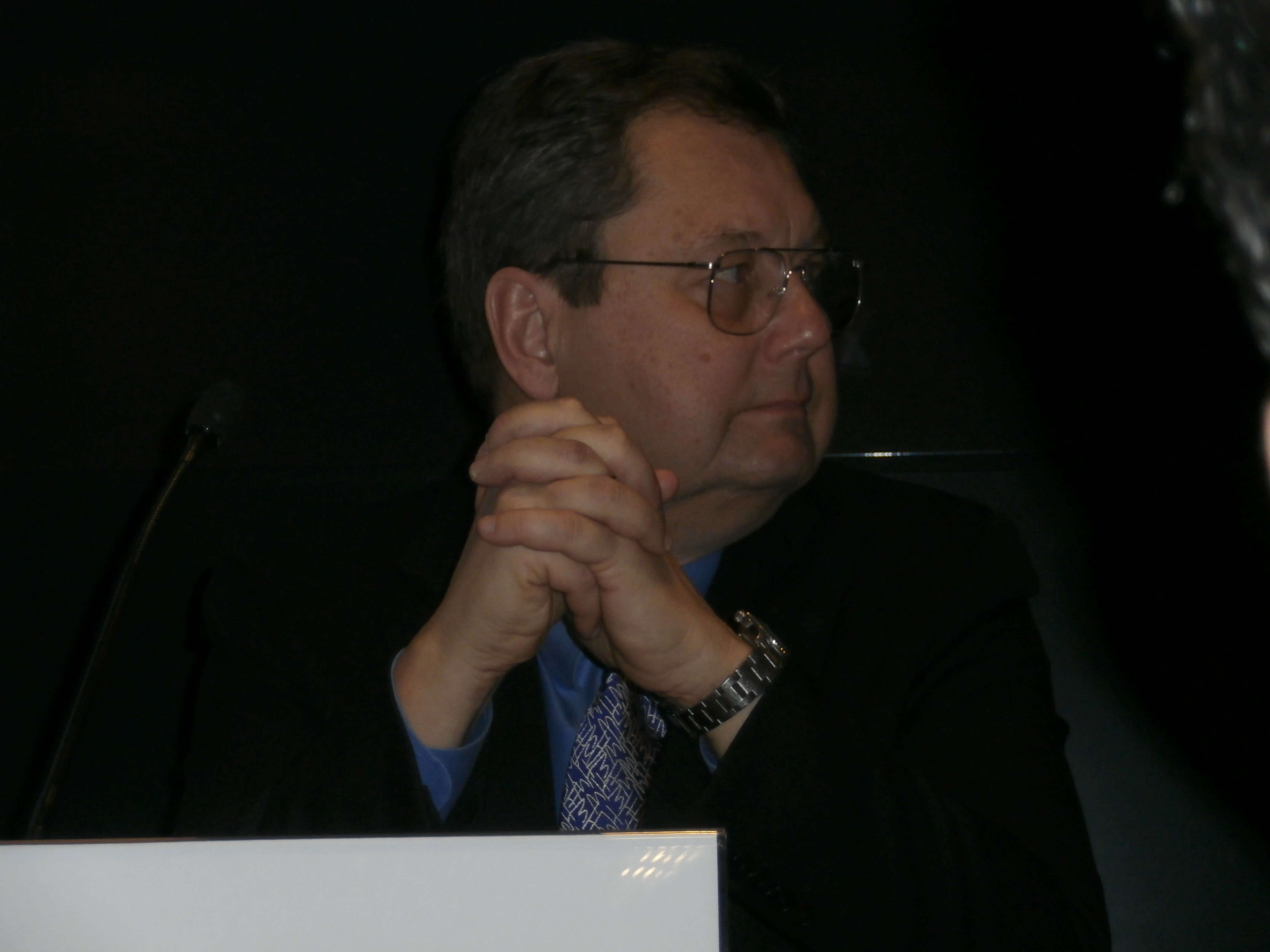

폴 모카페트리스(Paul V. Mockapetris, 1948년 11월 18일 ~ ) 박사는 1983년 미국 남가주 대학교 정보 과학 연구원 재직 당시 RFC 882와 883에서 도메인 네임 시스템(DNS)의 구조를 제안하였다.
모카페트리스는 초창기 인터넷(당시는 아파넷)에서 이름을 주소로 변환하는 방법이 단지 한 대의 기계에 저장된 표 하나에 의존하고 있음에 문제가 있음을 지적하고, 대안으로 분산형 동적 DNS 데이터베이스를 제안하였다. 이는 사실상 우리가 오늘날 쓰고 있는 DNS와 동일한 것이다. 이 때문에 폴 모카페트리스는 존 포스텔과 더불어 DNS의 창시자로 불린다.
DNS에 기여한 공로로 2003년에 전기 전자 공학자 협회에서 수여하는 인터넷 상을 받았으며, 캘리포니아 대학교 얼바인의 자랑스러운 동문으로 선정되었다.
2005년 5월에는 계산기 학회의 데이터 통신 분과에서 수여하는 씨그컴 상을 수상하였다.